# Jasmina Prpić

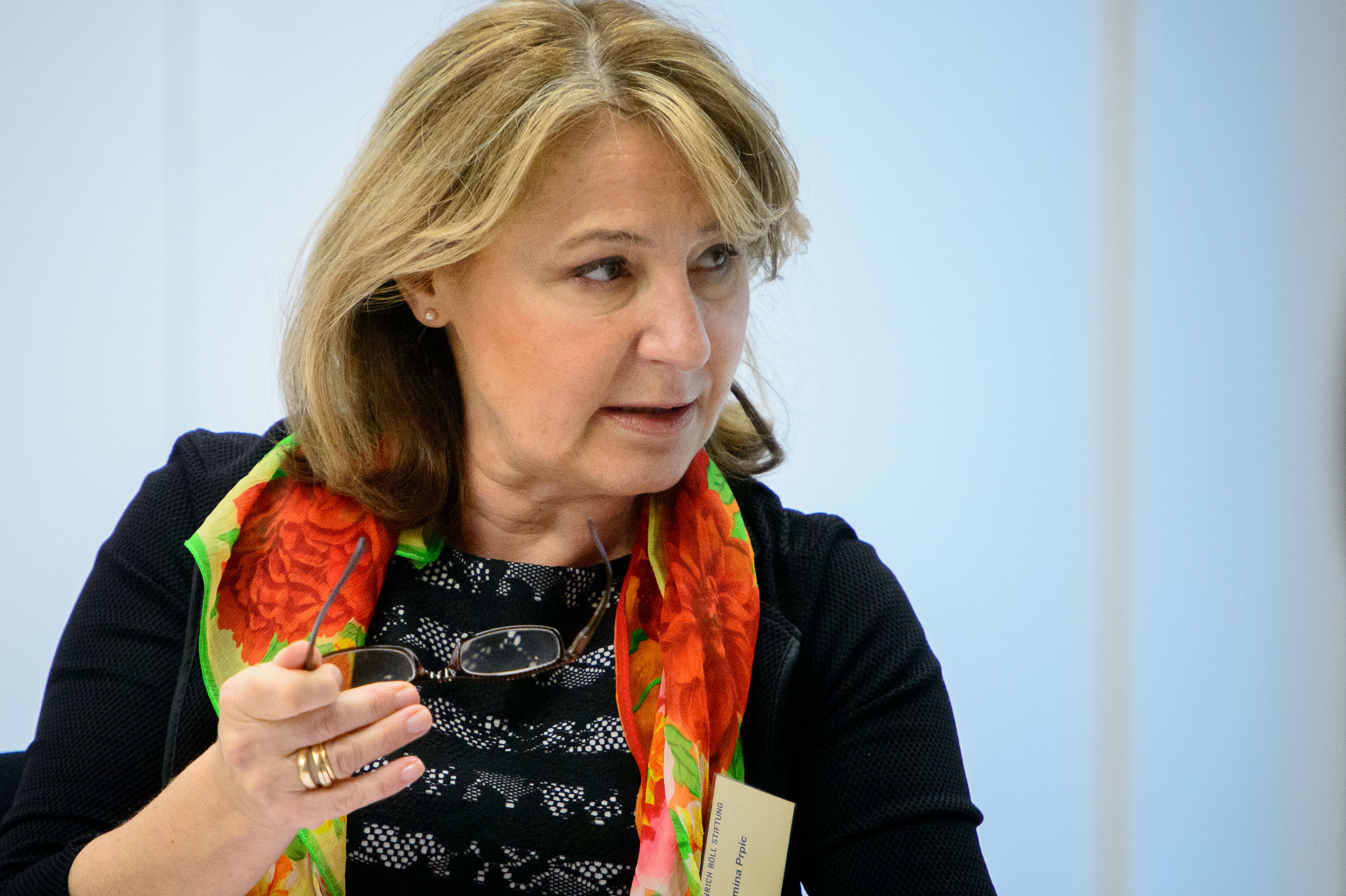
Jasmina Prpić, 2013

Jasmina Prpić (* 1954 in Banja Luka, Jugoslawien) ist eine deutsch-bosnische Juristin und Frauenrechtlerin. 2007 gründete sie gemeinsam mit Kolleginnen den Verein Anwältinnen ohne Grenzen, deren Vorsitzende sie seitdem ist.

## Leben
Jasmina Prpić wurde 1954 in Banja Luka in Jugoslawien (heute Bosnien und Herzegowina) geboren. Nach Abschluss ihres rechtswissenschaftlichen Studiums in Sarajevo (1972–1976) war sie in Banja Luka in der Stadtverwaltung und von 1980 an als Richterin tätig. 1990 legte sie wegen der sich zuspitzenden religiösen und nationalen Konflikte im damaligen Jugoslawien ihr Richteramt nieder und arbeitete als Rechtsanwältin. 1992 flüchtete sie nach Deutschland. Seitdem lebt sie in Freiburg im Breisgau. Dort arbeitet sie als Rechtsbeistand für ausländisches Recht und als Übersetzerin und Dolmetscherin.
Von 2005 bis 2010 war sie Mitglied des Migrantenbeirates der Stadt Freiburg.
Jasmina Prpić ist verheiratet und hat zwei Töchter.

## Auszeichnungen
Jasmina Prpić ist Trägerin des Preises Frauen Europas – Deutschland 2012 der Europäischen Bewegung Deutschland. Der Preis wurde ihr am 19. September 2012 in München verliehen.
Am 15. Mai 2013 wurde Pripć gemeinsam mit zwei Vorstandskolleginnen von Anwältinnen ohne Grenzen in Berlin mit dem Maria-Otto-Preis des Deutschen Anwaltvereins (DAV) ausgezeichnet.
Am 11. März 2015 wurde Pripć in Frankfurt am Main mit dem Elisabeth-Norgall-Preis des International Women’s Club of Frankfurt e.V. ausgezeichnet.